# Lepidiota apicalis
Lepidiota apicalis är en skalbaggsart som beskrevs av Waterhouse 1867. Lepidiota apicalis ingår i släktet Lepidiota och familjen Melolonthidae. Inga underarter finns listade i Catalogue of Life.